# Nguyễn Hồng Diên
Nguyễn Hồng Diên (sinh năm 1965) là một chính khách Việt Nam. Ông là Ủy viên Ban Chấp hành Trung ương Đảng Cộng sản Việt Nam khóa XIII, Bộ trưởng Bộ Công thương Việt Nam, Đại biểu Quốc hội khóa XV nhiệm kỳ 2021 - 2026 thuộc đoàn Đại biểu tỉnh Thái Bình.

## Trình độ chuyên môn
Ông sinh ngày 16 tháng 3 năm 1965, quê quán tại thôn Tịnh Xuyên, xã Hồng Minh, huyện Hưng Hà, tỉnh Thái Bình.
Trình độ chính trị: Cao cấp lý luận chính trị.
Trình độ chuyên môn: cử nhân lịch sử, cử nhân kinh tế, Tiến sĩ quản lý hành chính công.

## Sự nghiệp chính trị

### Tỉnh Thái Bình
Sự nghiệp chính trị của ông khởi đầu với vai trò cán bộ Đoàn Thanh niên, lên dần đến chức vụ Phó Bí thư Tỉnh đoàn Thái Bình rồi Bí thư Tỉnh đoàn Thái Bình, Ủy viên Ban Chấp hành Trung ương Đoàn khóa VI, VII, Chủ tịch Hội Liên hiệp Thanh niên tỉnh Thái Bình khóa I.
12/2000 – 03/2003: Tỉnh ủy viên khóa XV, XVI; Bí thư Đảng ủy, Chánh Văn phòng Tỉnh ủy, Trưởng ban Văn hóa – Xã hội HĐND tỉnh Thái Bình.
03/2003 – 02/2007: Tỉnh ủy viên khóa XVI. Ủy viên Ban Thường vụ Tỉnh ủy Thái Bình khóa XVII, Bí thư Huyện ủy, Chủ tịch HĐND huyện Vũ Thư khóa XVII.
02/2007 – 10/2010: Ủy viên Ban Thường vụ Tỉnh ủy Thái Bình khóa XVII, Trưởng ban Tuyên giáo Tỉnh ủy Thái Bình.
10/2010 - 11/2011: Phó Bí thư Thường trực Tỉnh ủy, Đại biểu HĐND tỉnh Thái Bình nhiệm kỳ 2011 – 2016.
Ngày 14/11/2011, tại kỳ họp bất thường HĐND tỉnh Thái Bình khóa XV, nhiệm kỳ 2011 – 2016, ông được bầu làm Chủ tịch Hội đồng nhân dân tỉnh Thái Bình khóa XV với 62/63 tổng số phiếu bầu, thay cho ông Nguyễn Hạnh Phúc chuyển công tác về Quốc hội Việt Nam.
Ngày 6/3/2015, Hội đồng nhân dân tỉnh Thái Bình khóa XV, nhiệm kỳ 2011-2016 tổ chức kỳ họp bất thường miễn nhiệm chức vụ Chủ tịch Hội đồng nhân dân tỉnh và bầu ông giữ chức vụ Chủ tịch Ủy ban nhân dân tỉnh Thái Bình nhiệm kỳ 2011-2016 với 66/66 phiếu (đạt tỷ lệ 100%) thay cho ông Phạm Văn Sinh. Ông Phạm Văn Sinh được bầu làm Chủ tịch mới của Hội đồng nhân dân tỉnh Thái Bình.
Ngày 26 tháng 1 năm 2016, tại Đại hội đại biểu toàn quốc lần thứ XII của Đảng Cộng sản Việt Nam, ông được bầu làm Ủy viên Ban Chấp hành Trung ương Đảng Cộng sản Việt Nam khóa XII, nhiệm kỳ 2016 – 2021.
Ngày 24/6/2016, Hội đồng nhân dân tỉnh Thái Bình khóa XVI, nhiệm kỳ 2016-2021 tổ chức kỳ họp thứ nhất đã bầu ông tiếp tục giữ chức vụ Chủ tịch Ủy ban nhân dân tỉnh Thái Bình nhiệm kỳ 2016-2021.
Từ tháng 7/2016: ông là Phó bí thư Tỉnh uỷ, Chủ tịch Ủy ban nhân dân tỉnh, Trưởng Đoàn ĐBQH tỉnh Thái Bình, Ủy viên Ủy ban Tài chính, Ngân sách của Quốc hội 
Ngày 27/4/2018, Tỉnh ủy Thái Bình đã tổ chức Hội nghị Ban Chấp hành Đảng bộ tỉnh (kỳ họp thứ 22) để kiện toàn chức danh Bí thư Tỉnh ủy nhiệm kỳ 2015 - 2020. Ông trúng cử chức vụ Bí thư Tỉnh ủy Thái Bình nhiệm kỳ 2015 - 2020 với số phiếu đồng ý 53/53, đạt 100%.
Ngày 30 tháng 7 năm 2018, Hội đồng nhân dân tỉnh Thái Bình họp phiên bất thường bầu ông Nguyễn Hồng Diên, Bí thư Tỉnh ủy làm Chủ tịch Hội đồng nhân dân tỉnh; ông Đặng Trọng Thăng, Phó bí thư thường trực Tỉnh ủy, giữ chức Chủ tịch Ủy ban nhân dân tỉnh.

### Ban Tuyên giáo Trung ương
Ngày 07 tháng 5 năm 2020, theo quyết định của Bộ Chính trị, ông Nguyễn Hồng Diên, Ủy viên Trung ương Đảng thôi tham gia Ban Chấp hành, Ban Thường vụ, thôi giữ chức Bí thư Tỉnh ủy Thái Bình để giữ chức Phó Trưởng Ban Tuyên giáo Trung ương.
Ngày 30 tháng 1 năm 2021, Tại Đại hội đại biểu toàn quốc lần thứ XIII của Đảng, ông được bầu là Ủy viên Ban Chấp hành Trung ương Đảng Cộng sản Việt Nam khoá XIII, nhiệm kỳ 2021-2026.

### Bộ Công Thương
Ngày 08 tháng 4 năm 2021, tại Kỳ họp thứ 11, Quốc hội khóa XIV đã phê chuẩn Nghị quyết bầu ông Nguyễn Hồng Diên, Ủy viên Trung ương Đảng làm Bộ trưởng Bộ Công thương nhiệm kỳ 2016 - 2021 theo đề nghị của Thủ tướng Phạm Minh Chính.
Ngày 28 tháng 7 năm 2021, tại Kỳ họp thứ nhất, Quốc hội khóa XV đã phê chuẩn Nghị quyết bầu ông Nguyễn Hồng Diên, Ủy viên Trung ương Đảng làm Bộ trưởng Bộ Công thương nhiệm kỳ 2021 - 2026, theo đề nghị của Thủ tướng Phạm Minh Chính.